# Linksys

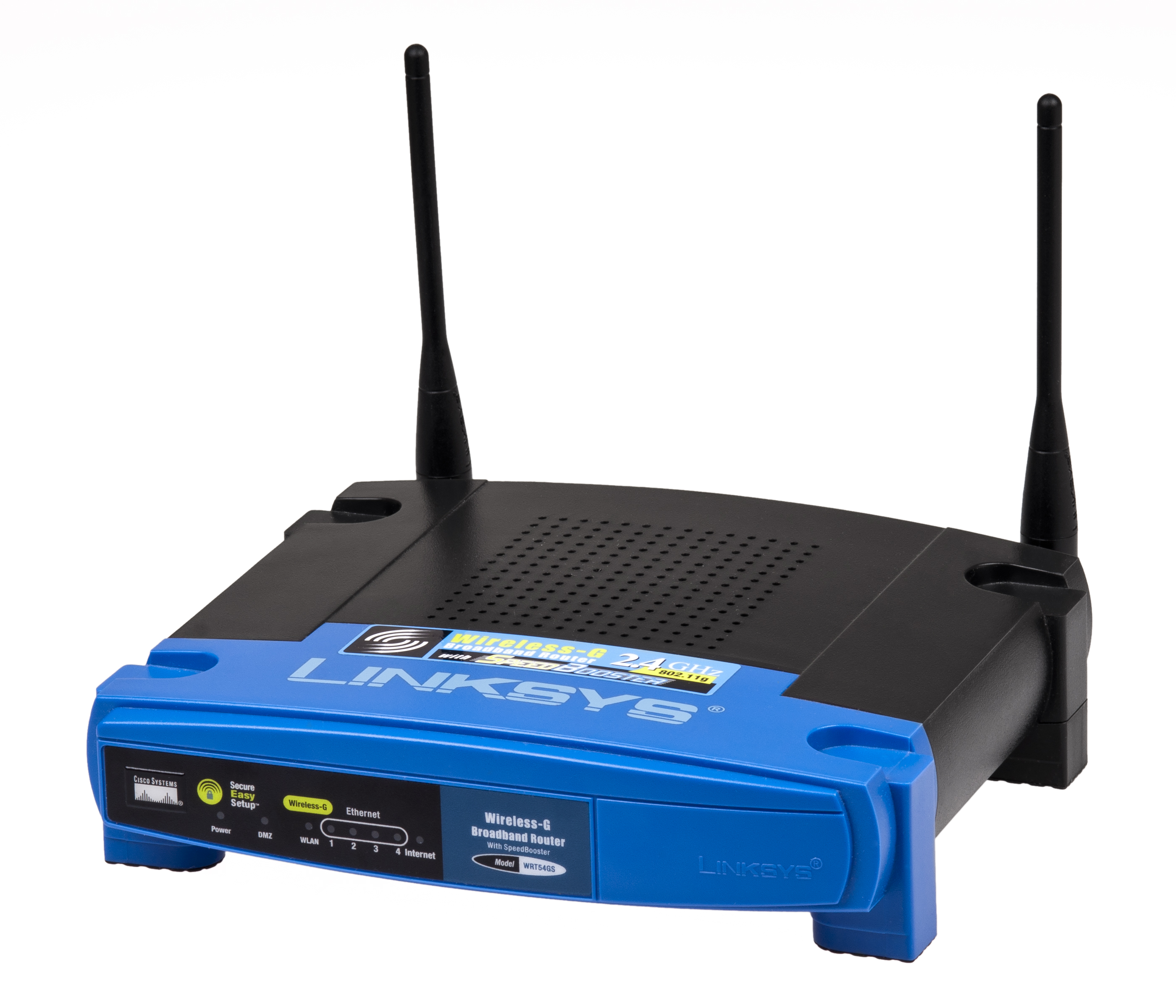
Router Linksys – WRT54G

Linksys – przedsiębiorstwo produkujące sprzęt sieciowy (głównie przeznaczony do sieci bezprzewodowych), w tym karty sieciowe, routery, przełączniki i inny sprzęt zgodny z aktualnymi standardami.

## Historia
W 2003 roku Linksys został przejęty przez Cisco Systems, a w marcu 2013 roku przez Belkina.

## Produkty
Routery
- BEFSR41, BEFSX41
- WRT54G – jeden z najbardziej znanych w środowisku IT routerów[potrzebny przypis], głównie za sprawą otwartoźródłowego oprogramowania opartego na jądrze Linuxa, co przyczyniło się do powstania ogromnej społeczności tworzącej alternatywny firmware znacznie rozszerzający jego możliwości (np. DD-WRT). Inną jego cechą wyróżniającą jest charakterystyczna konstrukcja pozwalająca stawiać kilka urządzeń jedno na drugim.
- WRT54G2 – łatwy do instalacji, przeznaczony dla początkujących użytkowników
- WRT54GH – łatwy do instalacji, przeznaczony dla początkujących użytkowników, o bardzo ograniczonych możliwościach
- WRT150N – obsługuje standard 802.11n i posiada jeden port USB 2.0

Modemy WiFi na USB
- WUSB54G oparty na chipsecie Ralink, obsługuje standard 802.11g

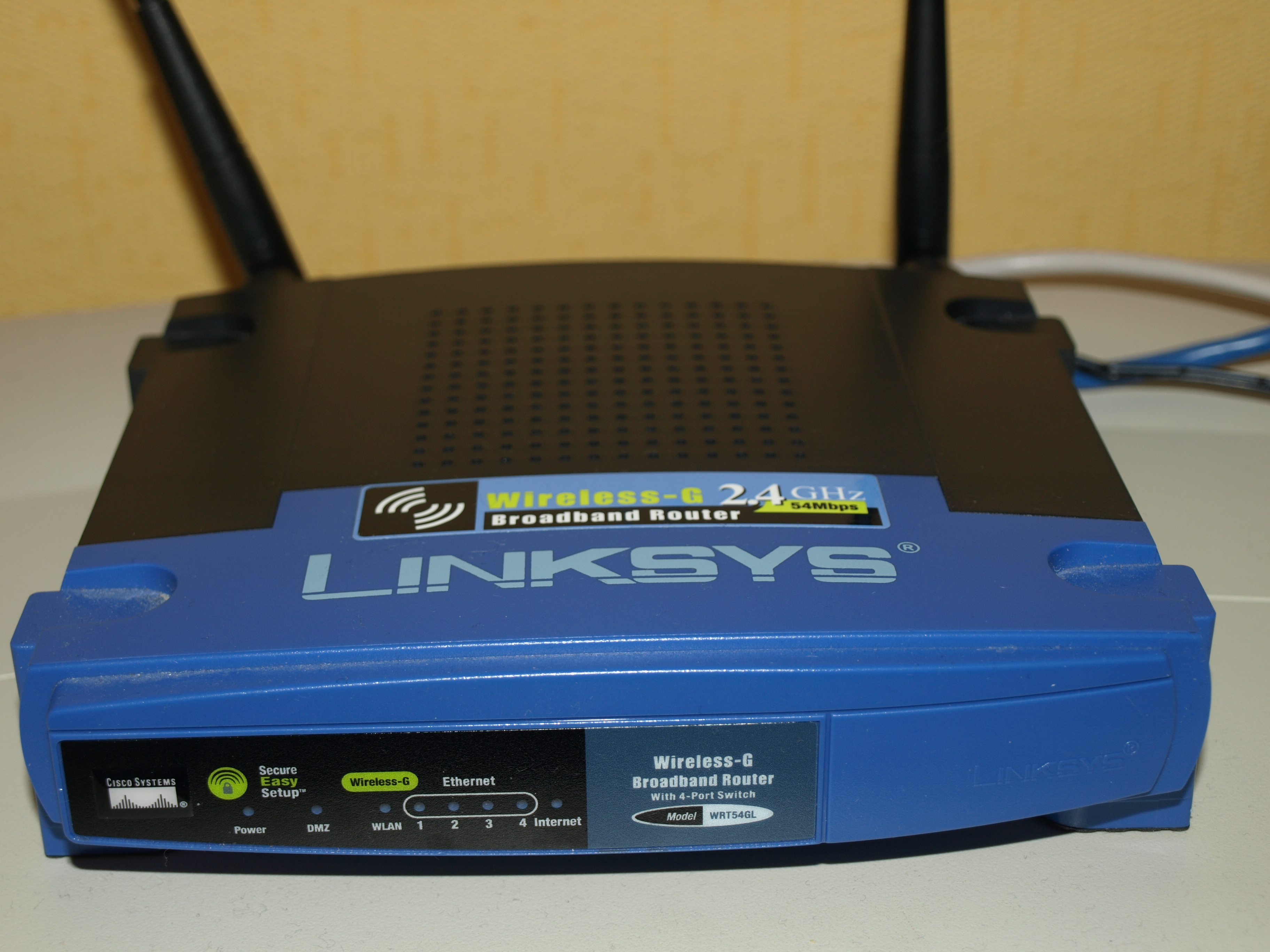
Router Linksys WRT54GL
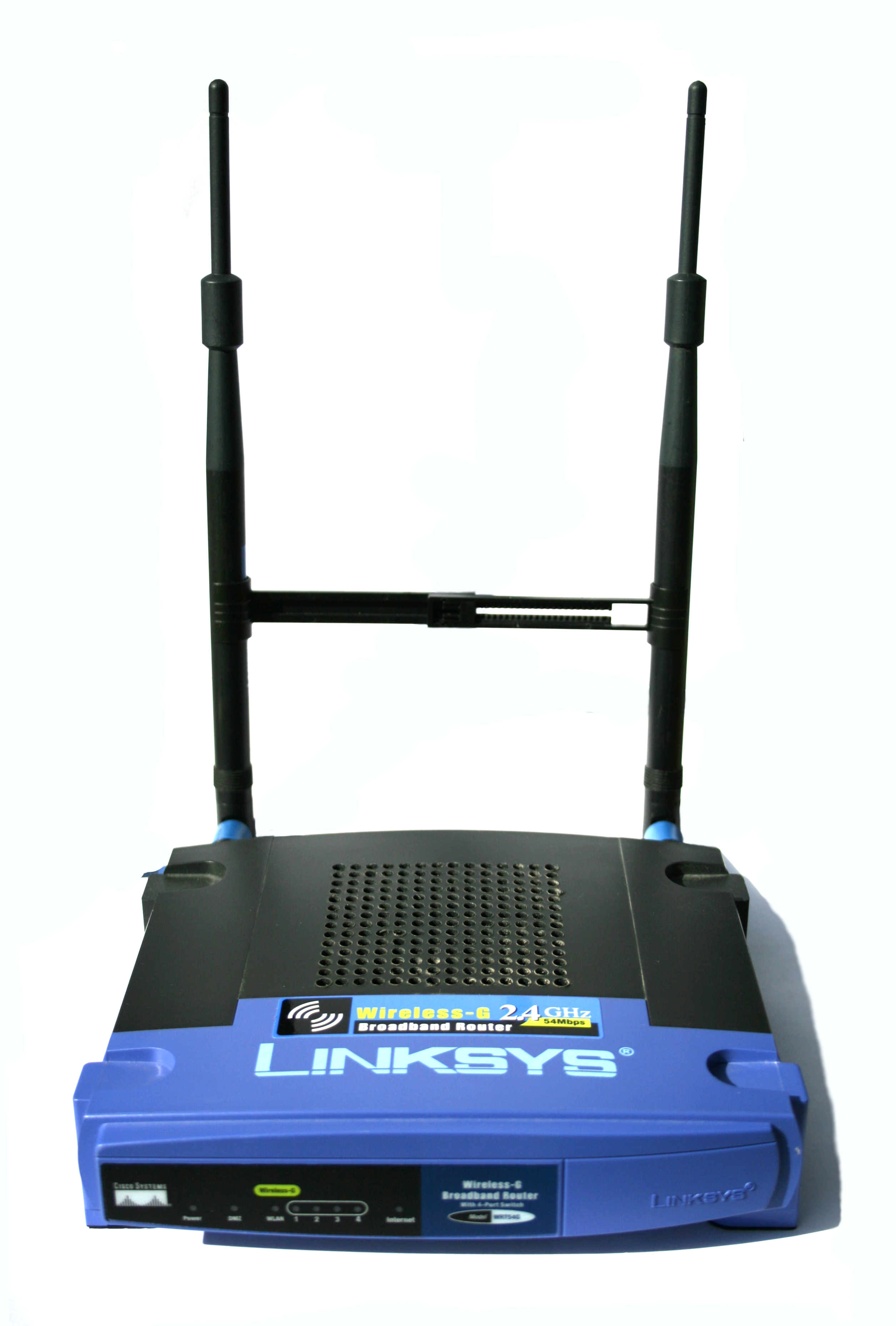
Przykład rozszerzenia możliwości WRT54G poprzez montaż lepszych anten
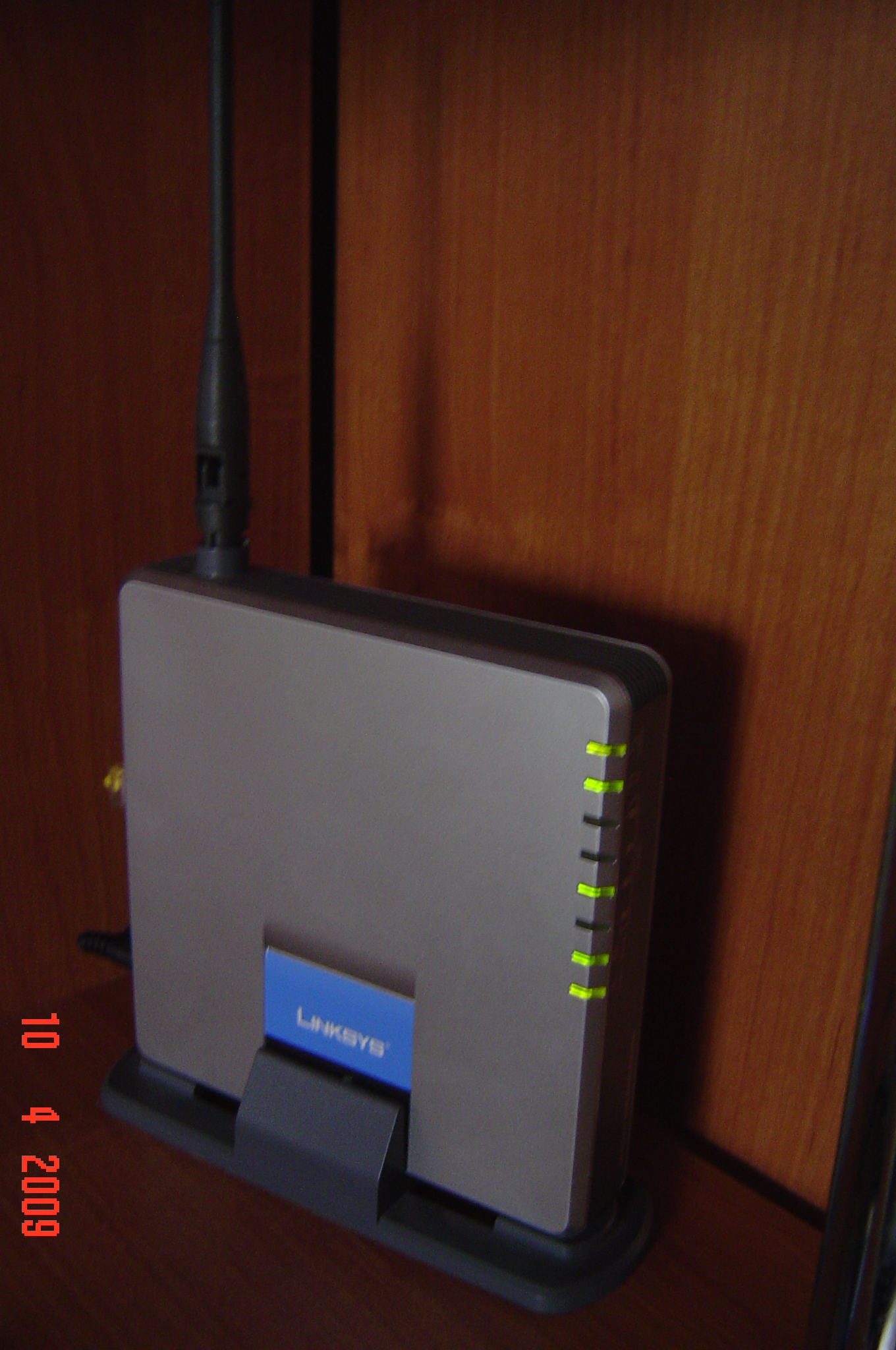
Router Linksys WAG200G
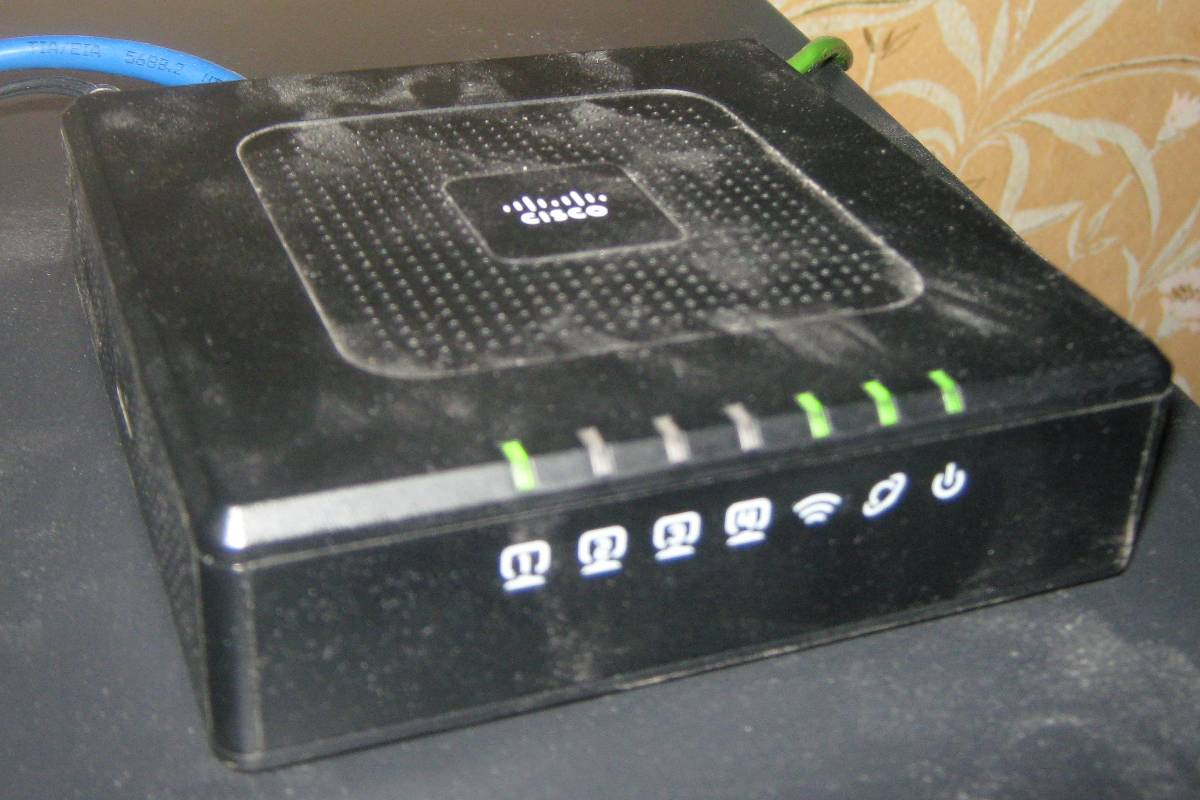
Router Linksys WRT54GH
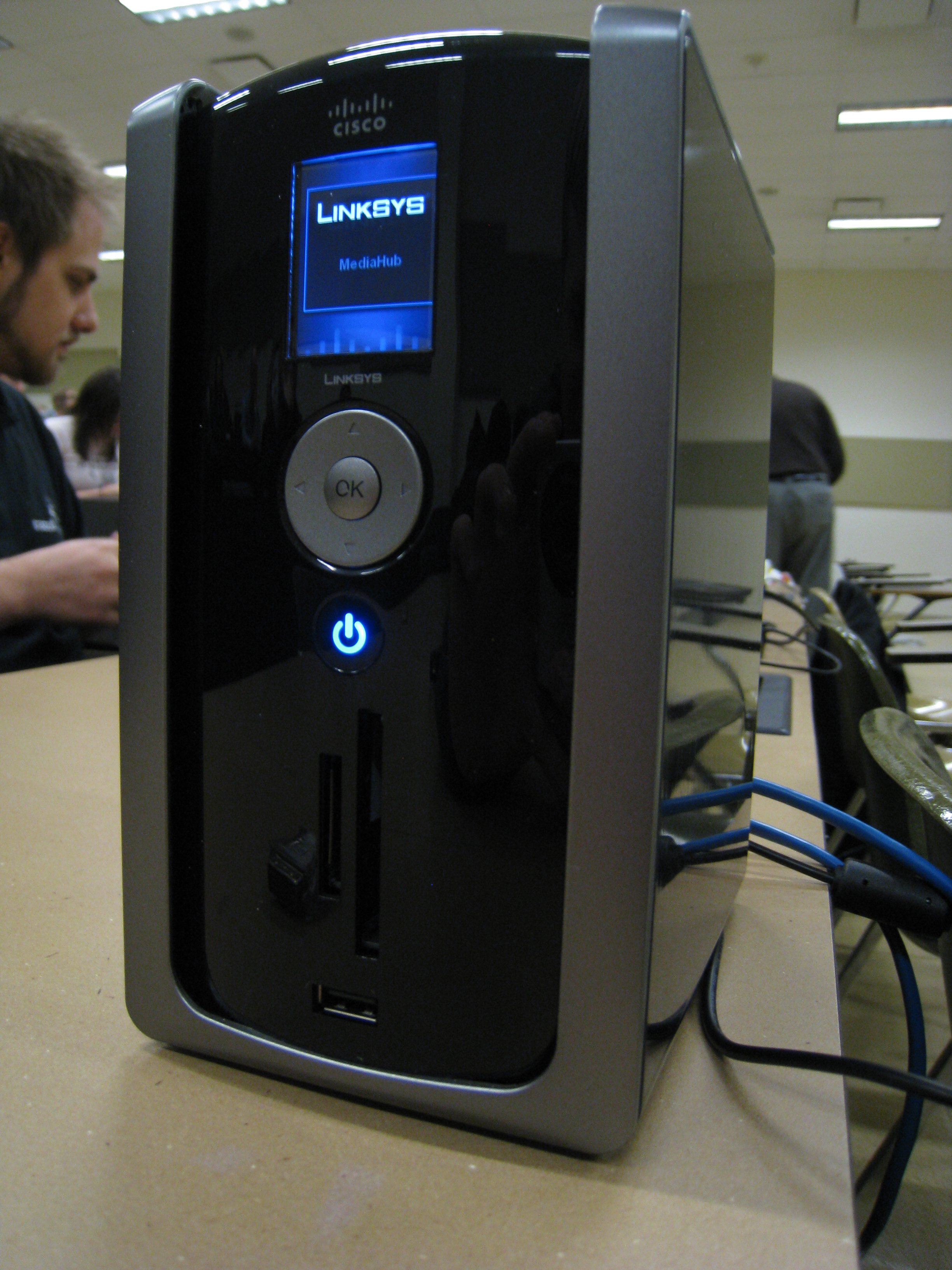
Mediahub 400 Series
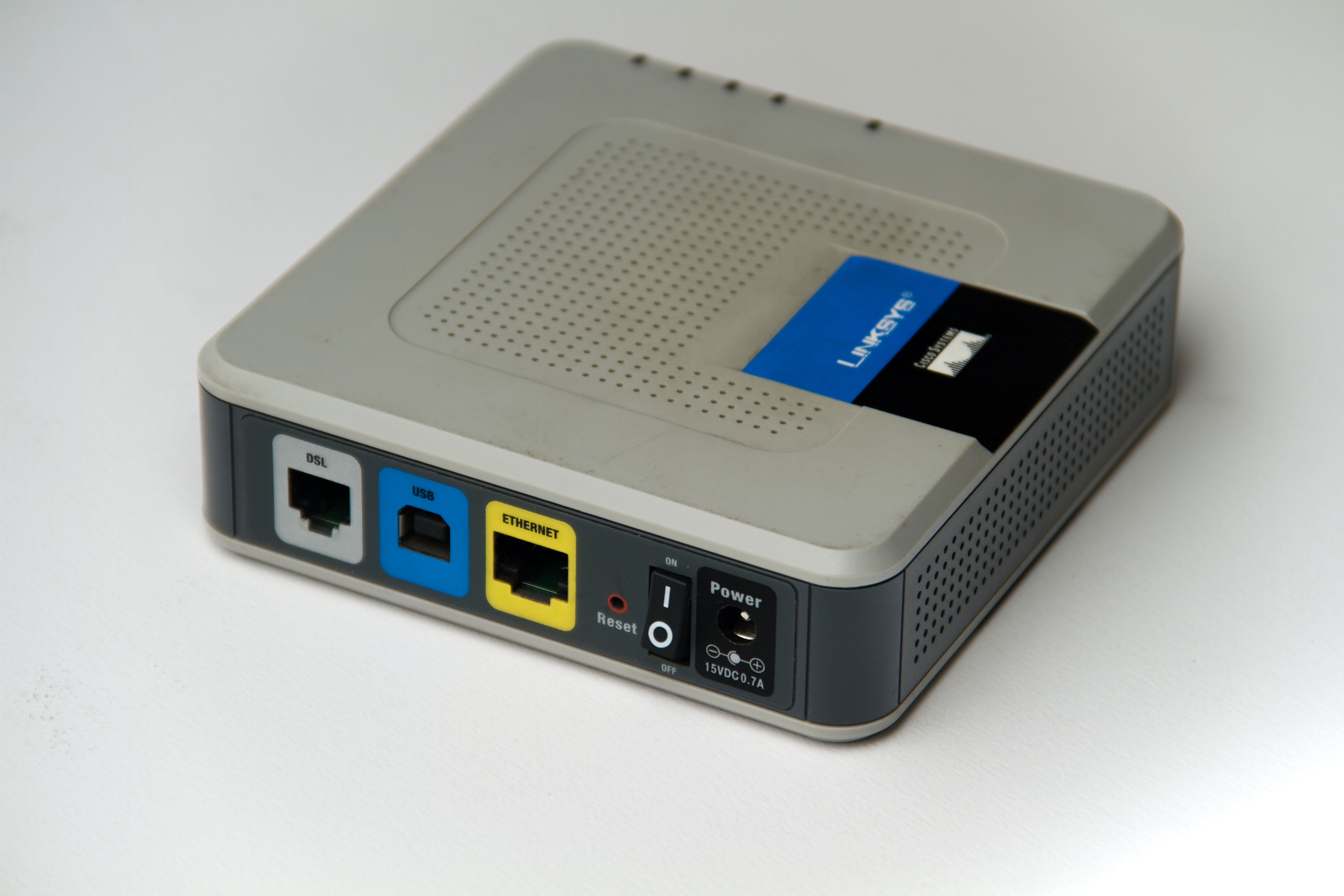
Modem ADSL AM300